# Lycodon fasciatus
Espèce
Synonymes
- Ophites fasciatus Anderson, 1879
- Dinodon yunnanensis Werner, 1922

Lycodon fasciatus est une espèce de serpent de la famille des Colubridae.

## Répartition
Cette espèce se rencontre :
- en Birmanie ;
- en Inde, dans l’État d'Assam ;
- au Laos ;
- dans le sud-ouest de la république populaire de Chine ;
- en Thaïlande ;
- au Viêt Nam.

## Description
Dans sa description Anderson indique que le spécimen en sa possession, capturé par ses soins dans le xian de Yingjiang, mesure 53 cm dont 11 cm pour la queue. Son dos présente 55 rayures transversales noir violacé séparées par des intervalles rougeâtres. Le dessus de sa tête est brun foncé.
Il s'agit d'un serpent nocturne.

## Étymologie
Son nom d'espèce, du latin fasciata, « entouré de bandes », lui a été donné en référence à sa livrée.

## Publication originale
- Anderson, 1879 "1878" : Anatomical and Zoological Researches: Comprising an Account of the Zoological Results of the Two Expeditions to Western Yunnan in 1868 and 1875; and a Monograph of the Two Cetacean Genera Platanista and Orcella, London, Bernard Quaritch vol. 1 (texte intégral) et vol. 2 (texte intégral).